# Carricitos, Badiraguato
Carricitos är en ort i Mexiko.   Den ligger i kommunen Badiraguato och delstaten Sinaloa, i den västra delen av landet, 1 100 km nordväst om huvudstaden Mexico City. Carricitos ligger 1 319 meter över havet och antalet invånare är 223.
Terrängen runt Carricitos är huvudsakligen kuperad, men åt nordost är den bergig. Runt Carricitos är det mycket glesbefolkat, med 6 invånare per kvadratkilometer. Närmaste större samhälle är San Javier de Abajo, 6,6 km väster om Carricitos. I omgivningarna runt Carricitos växer huvudsakligen savannskog.